# Jaroslav Machovec
Jaroslav Machovec (ur. 5 września 1986 w Rakovníku) – słowacki piłkarz grający na pozycji napastnika. 

## Życiorys

### Kariera klubowa
Był zawodnikiem klubów: FC Nitra, AO Ajia Napa, Odra Wodzisław Śląski (rozegrał 2 mecze w polskiej Ekstraklasie), Ahva Arraba, MFK Petržalka, Spartak Trnawa, Dynamo Czeskie Budziejowice, Baník Ostrawa, Spartak Myjava, GKS Tychy i FC Rohrendorf.

## Sukcesy

### Klubowe
Dynamo Czeskie Budziejowice
- Zwycięzca II ligi czeskiej: 2013/2014